# 下深川站

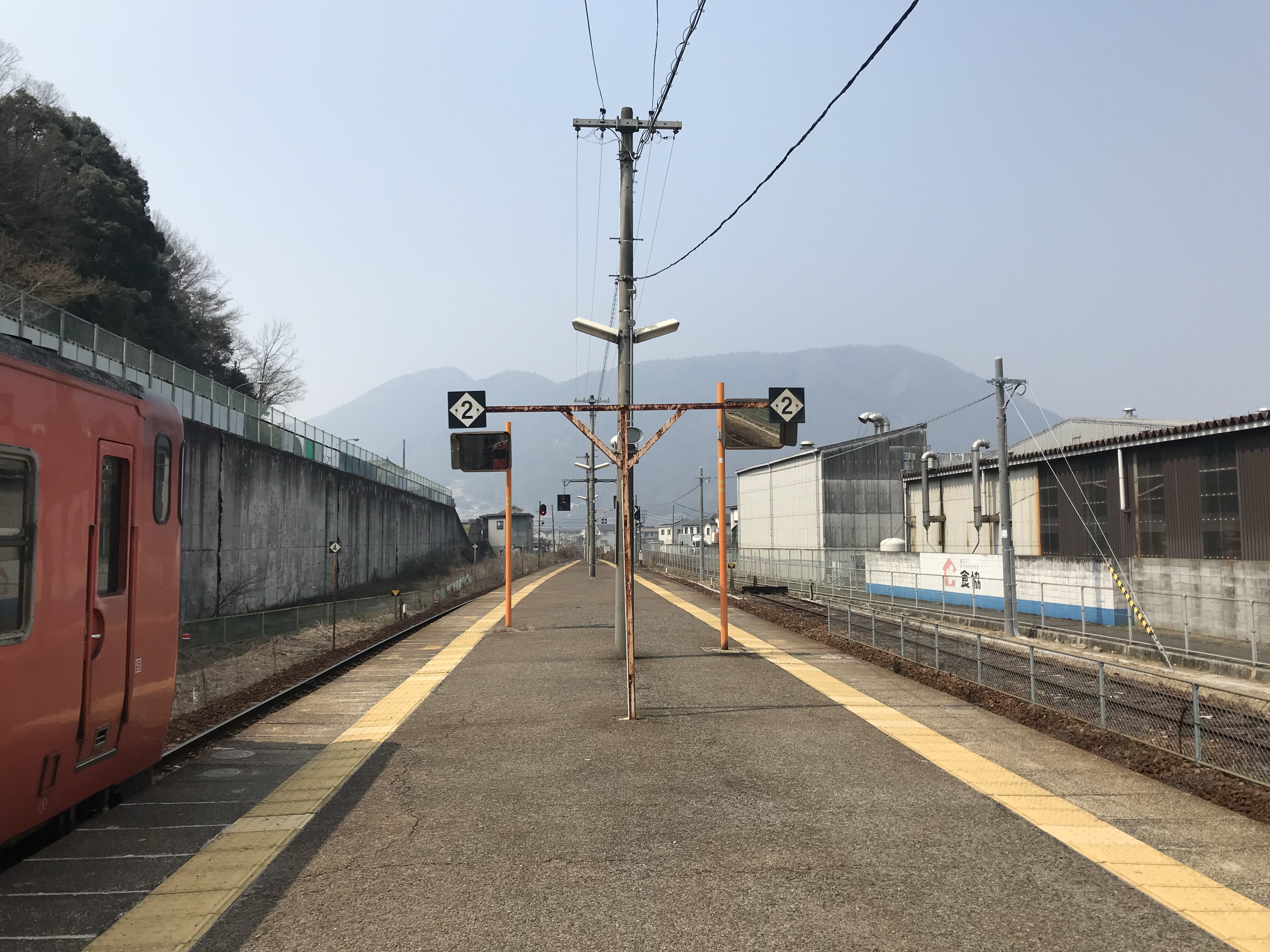
月台。後方路軌前往廣島方向

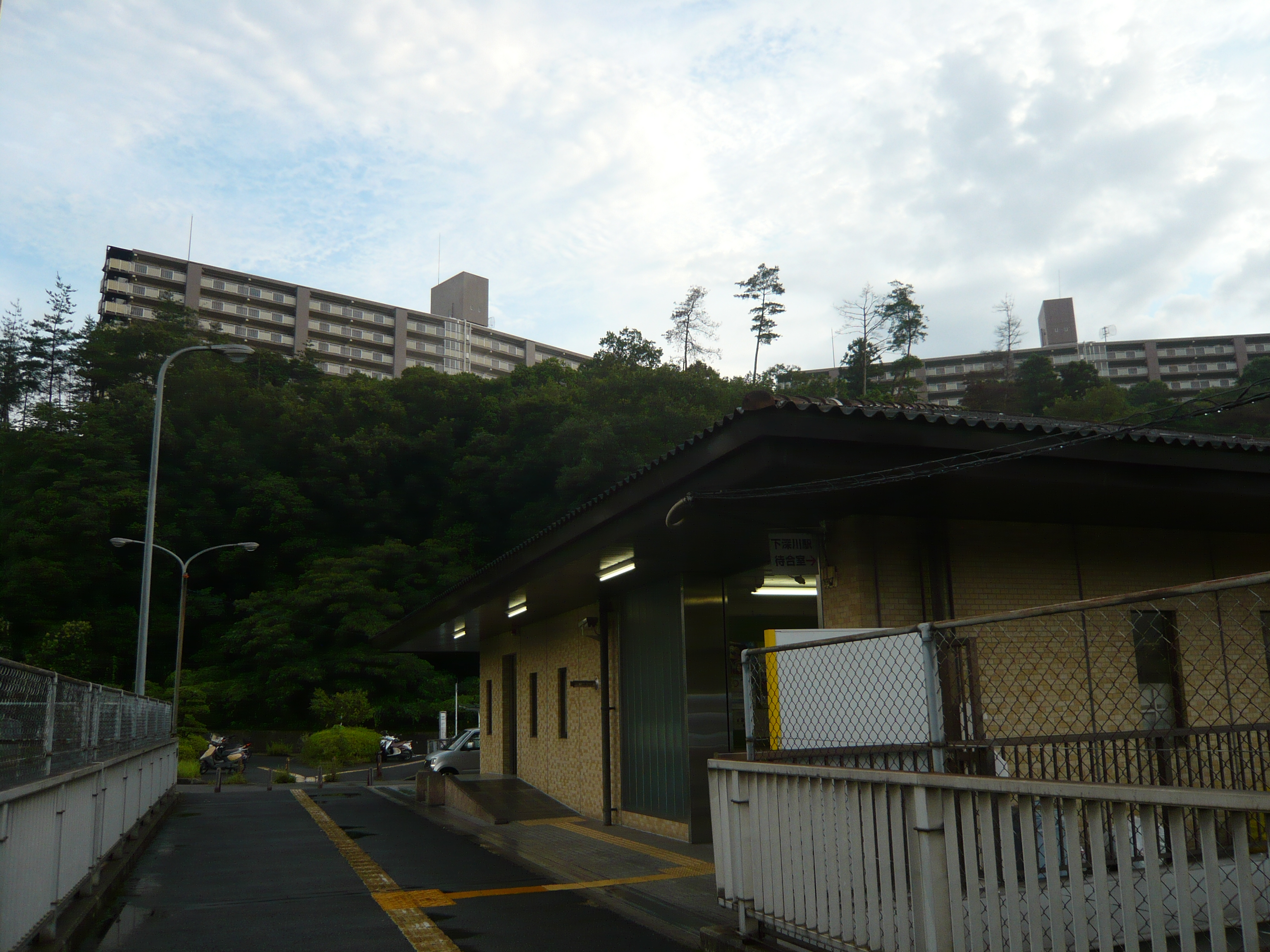
站前

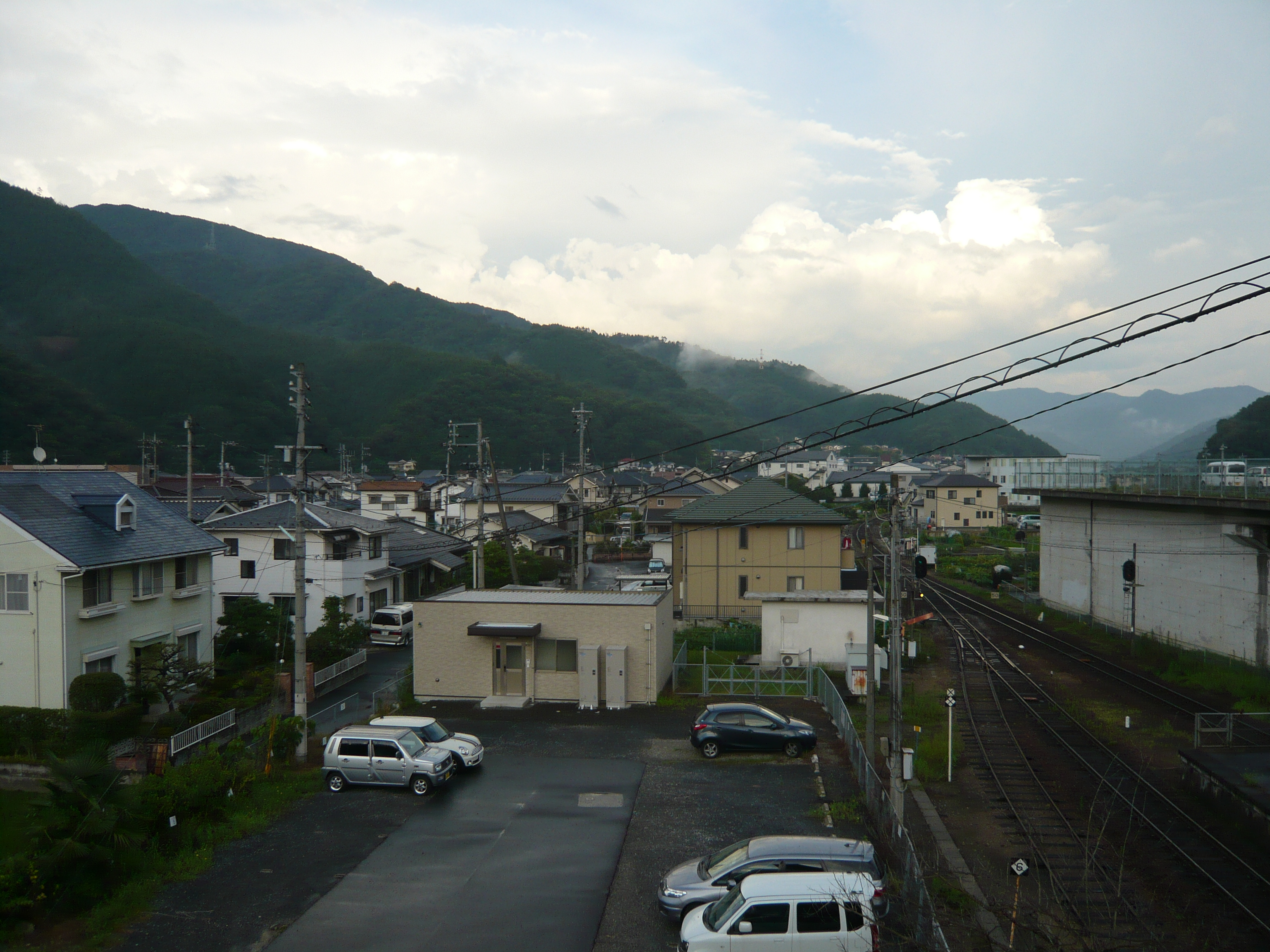
車站周邊

下深川站（日语：／ Shimo-Fukawa eki */?）是位於廣島縣廣島市安佐北區深川一丁目10番46號，西日本旅客鐵道（JR西日本）的藝備線車站。
多班列車會在此站折返往廣島方向。在早上繁忙時間，部分列車會在此站分離車廂。

## 歷史
- 1913年 (大正2年） - 藝備鐵道在下深川停車場預定地點舉行動工儀式。
- 1915年（大正4年）4月28日 - 藝備鐵道（日语：芸備鉄道）東廣島站（第一代，不是現時山陽新幹線車站）至志和地站開業，此站啟用。
- 1937年（昭和12年）7月1日 - 藝備鐵道被國有化，備中神代站至廣島站之間成為藝備線。此站成為藝備線車站。
- 1983年（昭和58年）3月1日 - 現時的車站大樓落成。
- 1987年（昭和62年）4月1日 - 伴隨國鐵分割民營化，車站由西日本旅客鐵道（JR西日本）營運。
- 2004年（平成16年）10月1日 - 成為業務委託車站，委托了JR西日本廣島Maintec（日语：JR西日本広島メンテック）負責車站業務。同時綠色窗口的營業時間縮短和加設中途休息時段。
- 2007年（平成19年）
  - 7月9日 - 設置ICOCA等IC卡簡易型自動閘機設置。
  - 9月1日 - 此站可以使用IC卡「ICOCA」。
- 2018年（平成30年）
  - 7月6日 - 發生豪雨，此站暫停營業。
  - 7月23日 - 廣島站至此站之間重開。
  - 8月25日 - 此站至狩留家站之間重開[1]。

### 連接可部站的計劃
在1955年2月3日的毎日新聞中，因應可部線橫川站至可部站之間廢止。當時計劃建設從此站前往可部站的路線。

## 車站構造
車站是一座建於路塹中的地面車站，設有1面2線的島式月台，可進行列車交會。此站設有側線，在SL三次號運行時，該列車會在此站折返。
此站是由廣島站管理的業務委託車站，委托了JR西日本廣島Maintec負責車站業務。車站內設有綠色窗口。
此站位於JR特定都區市內制度中，「廣島市內」的車站，此站可以使用ICOCA。車站內設有印章。
此站設有可讓ICOCA使用的自動閘機。在此站至狩留家站之間使用直立式IC卡專用簡易閘機。

### 月台
| 月台 | 路線   | 上下行 | 方向             |
| ---- | ------ | ------ | ---------------- |
| 1、2 | 藝備線 | 上行   | 志和口、三次方向 |
| 1、2 | 藝備線 | 下行   | 廣島方向         |

- 1和2號月台均可從兩方向進站和向兩方向出發。
- 基本上，前往三次方向的列車會使用1號月台（上行本線），前往廣島方向的列車會使用2號月台（下行本線）。當列車在此站折返時，為了不影響後方列車使用月台，該列車會使用對面月台。例如，從此站出發前往廣島的列車會使用1號月台，而停車中前往三次方向的列車會使用2號月台。
- 行走於廣島站至此站之間的區間列車中，基本上會使用1號月台折返。但是也有列車在2號月台折返。另外，從廣島於晚上11時時段出發的尾班車會以此站為終點站，隨後進行夜間停泊，等候翌日早上5時時段的首班車從此站前往廣島。該列車在2011年3月11日前以志和口站為終點站。

## 使用狀況
根據「廣島市統計書」和「廣島市勢要覧」，以下為使用人次。
| 年度               | 1日平均 乘車人次 | 1年總 乘車人次 | 定期票 人次 | 普通票 人次 |
| ------------------ | ---------------- | -------------- | ----------- | ----------- |
| 1968年（昭和43年） | 373.2            | 272,461        | 231,152     | 41,309      |
| 1969年（昭和44年） | 380.0            | 277,393        | 231,242     | 46,151      |
| 1970年（昭和45年） | 367.0            | 267,934        | 215,726     | 52,208      |
| 1971年（昭和46年） | 341.1            | 249,721        | 202,318     | 47,403      |
| 1972年（昭和47年） | 322.0            | 235,090        | 188,162     | 46,928      |
| 1973年（昭和48年） | 353.4            | 257,949        | 196,536     | 61,413      |
| 1974年（昭和49年） | 385.8            | 281,640        | 210,708     | 70,932      |
| 1975年（昭和50年） | 381.5            | 279,228        | 194,156     | 85,072      |
| 1976年（昭和51年） | 404.7            | 295,451        | 204,628     | 90,823      |
| 1977年（昭和52年） | 421.6            | 307,749        | 209,822     | 97,927      |
| 1978年（昭和53年） | 521.2            | 380,447        | 257,184     | 123,263     |

| 年度                | 1日平均 乘車人次 |
| ------------------- | ---------------- |
| 1979年（昭和54年）  | 695              |
| 1980年（昭和55年）  | 628              |
| 1981年（昭和56年）  | 591              |
| 1982年（昭和57年）  | 595              |
| 1983年（昭和58年）  | 692              |
| 1984年（昭和59年）  | 853              |
| 1985年（昭和60年）  | 987              |
| 1986年（昭和61年）  | 1,069            |
| 1987年（昭和62年）  | 1,133            |
| 1988年（昭和63年）  | 1,322            |
| 1989年（平成 元年） | 1,224            |
| 1990年（平成02年）  | 1,376            |
| 1991年（平成03年）  | 1,444            |
| 1992年（平成04年）  | 1,542            |
| 1993年（平成05年）  | 1,644            |
| 1994年（平成06年）  | 1,691            |
| 1995年（平成07年）  | 1,671            |
| 1996年（平成08年）  | 1,697            |
| 1997年（平成09年）  | 1,701            |
| 1998年（平成10年）  | 1,664            |
| 1999年（平成11年）  | 1,770            |
| 2000年（平成12年）  | 1,803            |
| 2001年（平成13年）  | 1,841            |
| 2002年（平成14年）  | 1,838            |
| 2003年（平成15年）  | 1,881            |
| 2004年（平成16年）  | 1,956            |
| 2005年（平成17年）  | 1,987            |
| 2006年（平成18年）  | 2,015            |
| 2007年（平成19年）  | 1,986            |
| 2008年（平成20年）  | 1,920            |
| 2009年（平成21年）  | 1,828            |
| 2010年（平成22年）  | 1,768            |
| 2011年（平成23年）  | 1,736            |
| 2012年（平成24年）  | 1,699            |
| 2013年（平成25年）  | 1,729            |
| 2014年（平成26年）  | 1,662            |
| 2015年（平成27年）  | 1,639            |
| 2016年（平成28年）  | 1,551            |
| 2017年（平成29年）  | 1,508            |
| 2018年（平成30年）  | 1,490            |

乘車人次圖表

## 車站周邊
- 西山公園
- 安佐北區運動中心
- 廣島市立真龜小學
- 廣島市立落合中學（日语：広島市立落合中学校）
- 廣島市立龜崎小學
- 廣島市立龜崎中學（日语：広島市立亀崎中学校）
- 廣島文教女子大學 - 此站設有校巴前往大學
- 高陽新城地區中心（日语：高陽ニュータウン）
  - Fuji GRAND高陽（日语：フジグラン高陽）
  - 高陽郵局（日语：高陽郵便局）
  - 廣島銀行高陽分店
  - 紅葉銀行高陽新城分店
  - 廣島信用金庫（日语：広島信用金庫）高陽新城出張所
- 寺迫公園
- 可部線 - 中島站（車站西北方1.5公里）

## 巴士路線
南出口側（最近的巴士站是下深川站前）
- 廣島交通（日语：広島交通）、中國JR巴士
  - 前往高陽A團地（地區中心、Fuji GRAND高陽方向）
  - 經基町（日语：基町）、廣島巴士中心（日语：広島バスセンター）前往廣島站（設有班次以廣島巴士中心為終站）

　北出口側（最近的巴士站是下深川）
- 廣島交通
  - 前往桐陽台、前往大林車廠（從廣島站、廣島巴士中心方向出發，以及從高陽A團地、高陽C團地方向出發兩系統）
  - 經基町、廣島巴士中心前往廣島站，經饒津、廣島站前往廣島巴士中心
  - 前往高陽A團地（地區中心、Fuji GRAND高陽方向）、高陽C團地
    - 高陽A團地、高陽C團地～桐陽台、大林車廠系統的巴士路線也停靠南出口的下深川站前巴士站。

## 相鄰車站
西日本旅客鐵道（JR西日本）
 藝備線
■快速「三次快車」（此站以南各站停車）
志和口－下深川（JR-P06）－玖村（JR-P05）
■普通
中深川（JR-P07）－下深川（JR-P06）－玖村（JR-P05）

## 注腳
1. ↑  「西日本豪雨（平成30年7月豪雨）」に伴う運転計画・復旧状況について：JR西日本 （页面存档备份，存于）（日語）
2. ↑  『可部線 波乱の軌跡』 - 28ページ
3. ↑  『乗客わずかに54パーセント 国鉄の可部-横川廃止案』 - 毎日新聞 1955年2月3日 毎日廣島版 8頁

## 外部連結
- 下深川｜車站資訊：JR出門網 - 西日本旅客鐵道（日語）